# Puerto Rico Pythons
I Puerto Rico Pythons sono una franchigia pallavolistica maschile portoricana, con sede a San Juan: militano in NVA.

## Storia
I Puerto Rico Pythons vengono fondati nel 2023, come franchigia di nuova espansione della NVA.

## Rosa 2023
| N° | Nome             | Ruolo | Data di nascita  | Nazionalità sportiva |
| -- | ---------------- | ----- | ---------------- | -------------------- |
| 2  | José Pacheco     | L     | 20 marzo 1997    | Porto Rico           |
| 3  | Giovanni Llinas  | S     | 22 ottobre 1994  | Porto Rico           |
| 4  | Luis Ruiz        | P     | 17 maggio 1993   | Porto Rico           |
| 5  | Luis Vega        | S     | 19 giugno 1994   | Porto Rico           |
| 6  | Carlos González  | P     | 25 aprile 1995   | Porto Rico           |
| 7  | Steven Morales   | C     | 7 aprile 1992    | Porto Rico           |
| 8  | Orlando Santiago | S     | 3 giugno 1996    | Porto Rico           |
| 9  | Amaury Miranda   | P     | 19 giugno 1996   | Porto Rico           |
| 10 | Iván Fernández   | C     | 27 ottobre 1997  | Porto Rico           |
| 11 | Jovanny Torres   | S     | 8 giugno 1999    | Porto Rico           |
| 12 | Rafael Burgos    | C     | 15 febbraio 1995 | Porto Rico           |
| 13 | Gianvictor Pérez | S     | 17 dicembre 1999 | Porto Rico           |
| 14 | Jair Santiago    | O     | 24 agosto 1995   | Porto Rico           |
| 15 | Joseph Cuevas    | O     | 9 maggio 1990    | Porto Rico           |
| 17 | Ismael Alomar    | C     | 28 giugno 1996   | Porto Rico           |
| 18 | Ricardo Massanet | L     | 11 gennaio 1998  | Porto Rico           |
| 20 | Óscar Fiorentino | P     | 5 febbraio 1997  | Porto Rico           |
| 21 | Arnaldo Torres   | S     | 14 aprile 1999   | Porto Rico           |
| 23 | Julio Mercedes   | C     | 19 aprile 1997   | Porto Rico           |